# Anderson megye (Texas)
Anderson megye az Amerikai Egyesült Államokban, azon belül Texas államban található. Megyeszékhelye és legnagyobb városa Palestine. Lakosainak száma 57 922 fő (2020. április 1.). Anderson megye Houston, Leon, Freestone, Henderson és Cherokee megyékkel határos.

## Népesség
A megye népességének változása:
| Lakosok száma | 58 477 | 58 404 | 58 080 | 57 938 | 57 580 | 57 922 |
|               | 2010   | 2011   | 2012   | 2013   | 2015   | 2020   |